# Tarik Abu al-Wafa
Tarik Abu al-Wafa Imbabi (arab. طارق أبو الوفا إمبابي) – egipski zapaśnik walczący w stylu wolnym. Srebrny medalista mistrzostw Afryki w 2003 roku.